# Louis Mouillard
Pour les articles homonymes, voir Mouillard.
Louis-Pierre-Marie Mouillard, né le 30 septembre 1834 à Lyon et mort le 20 septembre 1897 au Caire est un pionnier français de l’aéronautique du XIXe siècle, ingénieur et chercheur. 

## Biographie

### Origine et formation

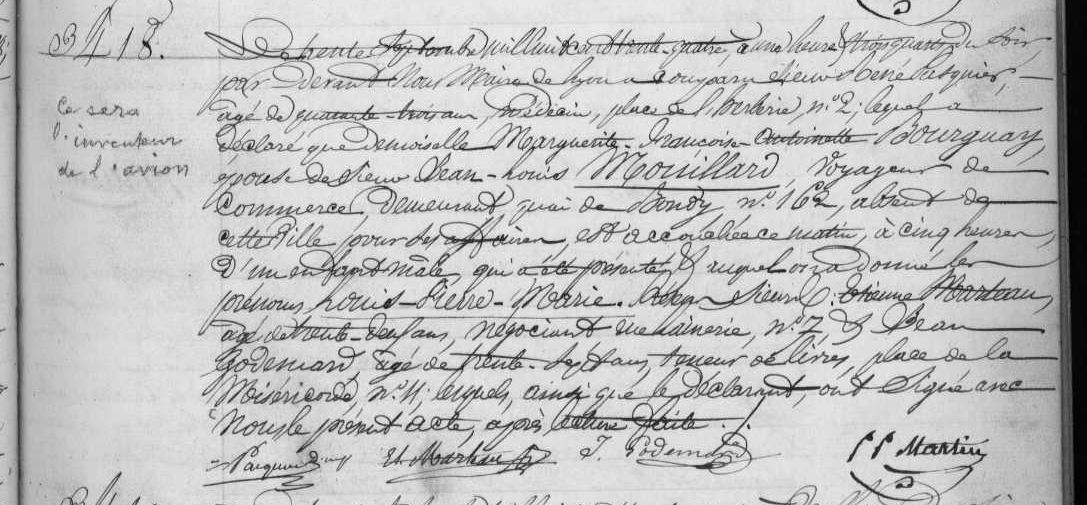
Acte de naissance de Louis-Pierre-Marie Mouillard.

Louis-Pierre-Marie Mouillard est né à Lyon (162, quai de Bondy) dans le Rhône le 30 septembre 1834, du mariage de Jean Louis Mouillard, voyageur de commerce, et de Marguerite Françoise Antoinette Bourguay (Bourguet sur l'acte de naissance du 19 janvier 1814 à Annonay, Ardèche).
Il s'impose rapidement comme l'un des plus illustres précurseurs du plus lourd que l'air. Il avoue volontiers : « c'est autant l'instinct qui me pousse que le raisonnement ». Or ce raisonnement va influencer les pionniers tels que les frères Wright. Louis Mouillard doit sa vocation à une affirmation étonnante d'un de ses professeurs : « si l'on considère le poids d'un être humain il lui faudrait pour voler une superficie de voilure tel que son déplacement en deviendrait impossible ».

### Expérimentations à Lyon
Curieux, le jeune Louis décide d'en faire l'expérience, avec ses deux camarades : les frères Ernest et Alphonse Daudet. Il étudie d'abord un aigle, se rend compte que le rapport poids/surface infirme la théorie du maître, puis estime qu'il doit effectuer lui-même la tentative pour en faire la démonstration la plus probante. À 15 ans, en cachette de ses parents, il confectionne un hybride de parachute et d'oiseaux, à l'aide de vieux parapluies et de draps, grimpe au sommet du clocher de l'église de Fourvière ; il est arrêté in extremis par le sacristain, alors qu'il s'apprête à sauter dans le vide.
Le futur inspirateur des grands aviateurs ne brille pas dans les mathématiques, mais se révèle un dessinateur talentueux et un observateur averti, que le ciel attire ainsi que les rapaces au lent tournoiement, ailes déployées. Il s'oriente vers le dessin, ce qui, à la fin de ses études au collège des Lazaristes de Lyon, l'amène à s'inscrire à l'école des Beaux-Arts, le 31 octobre 1851, avant d'intégrer, à l'automne 1855, l'atelier du peintre Jean-Auguste-Dominique Ingres, où il délaisse vite les nus académiques pour leur préférer les oiseaux. Plus que jamais, en effet, il continue de caresser le rêve aérien.

### Expérimentations en Algérie

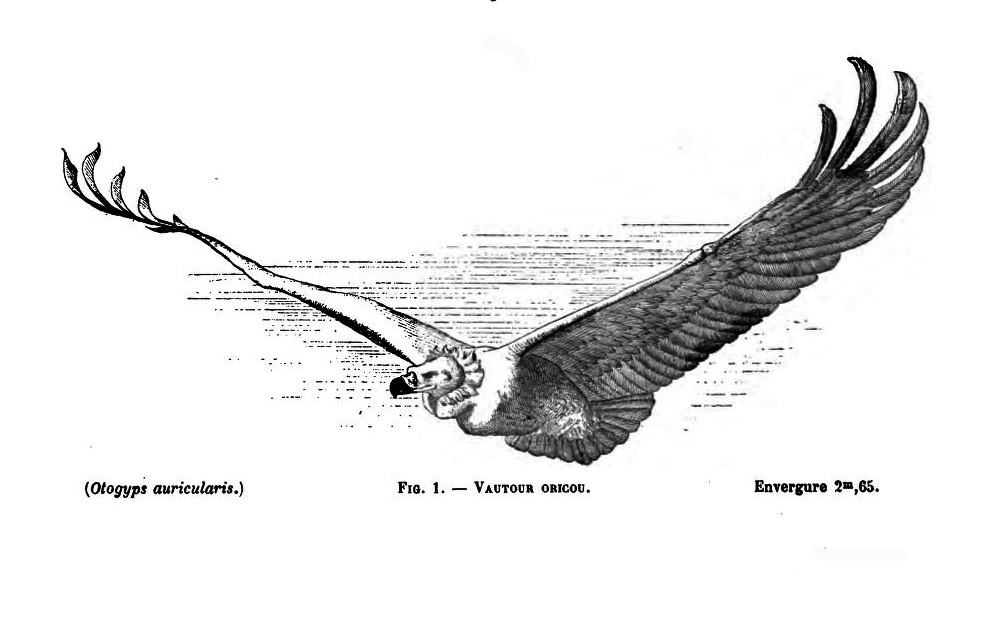
Le vautour à l'origine des travaux de Louis Mouillard.

Des difficultés familiales, liées à la mort de son père, un voyageur de commerce, conduisent Louis et ses frères à quitter Lyon pour l'Algérie, où les Mouillard possèdent, dans la vallée de la Mitidja, un domaine qu'il faut désormais exploiter et une succursale commerciale à Alger qui demande aussi tous leurs soins. Si les résultats se révèlent décevant du point de vue économique, en revanche Louis peut à loisir observer les nombreux rapaces de la région et en tirer de savantes observations.
Il achète des pétrels, vastes oiseaux de mer dont l’envergure dépasse parfois 1,25 m, puis conçoit sa première machine volante, constituée « d'un bâti léger en perches souples et fortes, de châtaignier, ayant la forme du corps d'un oiseau ». Il s'agit d'un planeur de 12 mètres d'envergure dont les ailes et la queue possèdent des articulations ; mais Louis Mouillard ne les utilisera pas, car il entend se « prêter » au vent. En 1864, il réalise son aéroplane numéro 2 et l'année suivante le numéro 3, un monoplan sans queue à bord duquel, le 12 septembre 1865, il s'élance à partir d'une route en remblai pour effectuer un vol d'essai concluant de 42 mètres en 15 secondes. Ce sera son expérience la plus réussie. Une expérience décisive : l’ « oiseau » a soulevé un homme du sol sans aucun battement d'ailes ! Des tracas financiers persistant l'obligent pourtant à remettre le domaine en location et à repartir pour la métropole.

### Expérimentations au Caire
En 1866, il doit quitter de nouveau la métropole car il vient d'être nommé professeur de dessin à l'école polytechnique du Caire grâce à l'intervention de son ami Alphonse Daudet. À l'époque, il complète ses modestes revenus par un emploi de caissier comptable chez ses cousins Camoin propriétaires d'un magasin de nouveautés au Caire. Néanmoins la passion de l'air l'envahit complètement. En Égypte, il découvre avec plaisir les vautours, tandis qu'à la même époque, Clément Ader accourt à Constantine, lui aussi attiré par l'observation de ce rapace de grande taille. Ensuite, chacun de son côté va s'intéresser à la roussette, chauve-souris géante que Louis Mouillard qualifie de « très animal supérieur » et pourvu d'un système d'ailes admirable, facile à reproduire, par ses nervures et la consistance caoutchouteuse des membranes. Il s'en inspire pour mettre au point une voilure, puis il reprend ses expérimentations : il se fait conduire en barque au milieu du Nil, se hisse avec son harnachement d’homme-oiseau sur une plate-forme installée au sommet du mât et s'élance dès que le vent le lui permet. Les ailes déployées, il parcourt effectivement quelques mètres avant de tomber dans le fleuve. L’essai suivant se termine de façon plus abrupte, puisqu'une violente turbulence ramène les deux ailes l'une contre l'autre, ce qui vaut à l'inventeur de se luxer une épaule. Mais il ne peut s'empêcher de courir le risque de recommencer encore et toujours avec des résultats si décevants que, en août 1879 il renonce la mort dans l'âme. Néanmoins son rêve d'une machine volante reste intact. Il écrit : « S'il est une pensée tyrannique, c'est assurément celle de ce mode de locomotion une fois entré dans une intelligence elle s'en empare en maîtresse ; c'est alors une obsession continuelle, une espèce de cauchemar auquel il est presque impossible de se soustraire ».

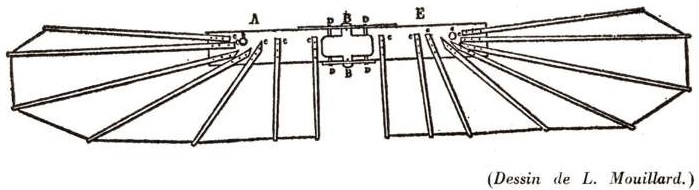
Le charognard,
dessin de Louis Mouillard.

C'est en observant ces rapaces et en particulier le vautour charognard qu'il dessine son projet d'aile, dessin qui sera à l'origine de l'emblème du charognard des aviateurs, tel qu'il figure sur notamment leurs calots, sur les insignes de grade portés aux épaules ainsi que sur certains insignes individuels d'unités.

### Publication scientifique

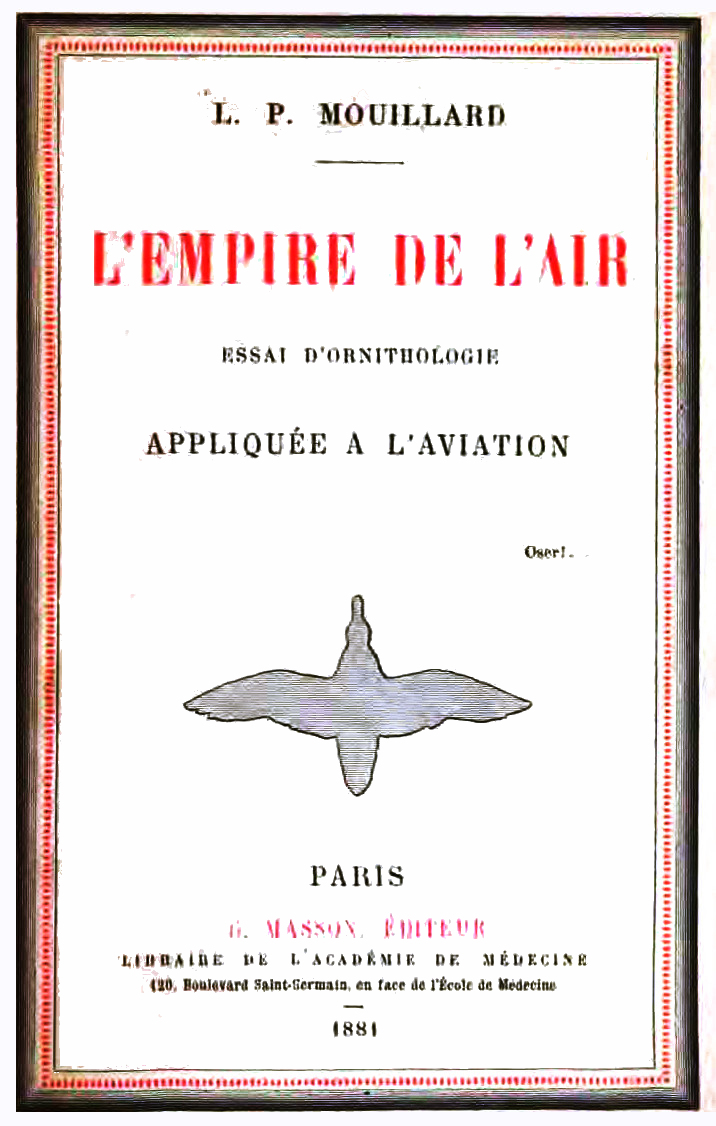
Couverture de L'Empire de l'Air (1881) avec la devise « Oser ! ».

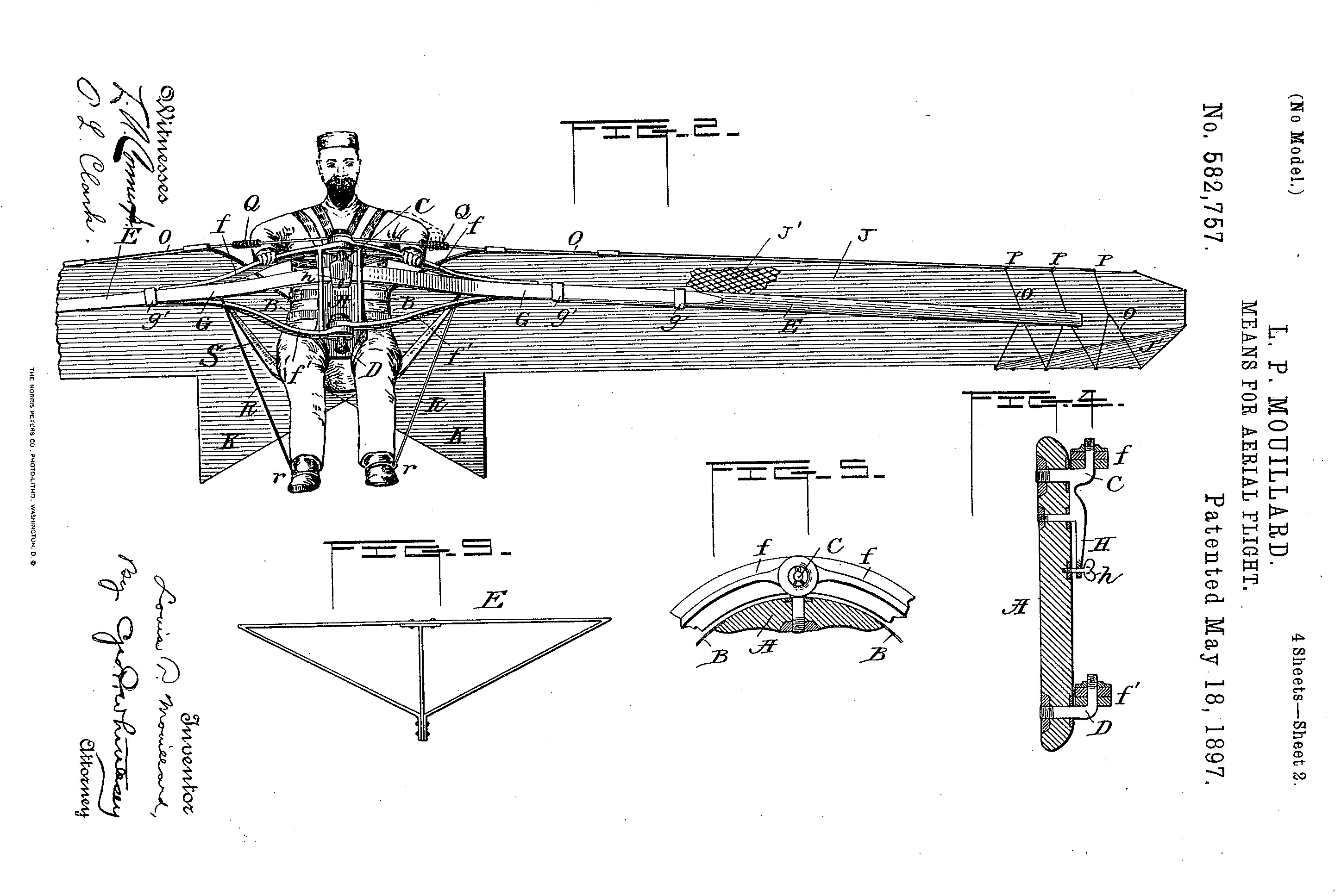
Le brevet déposé en 1897 par Louis Mouillard.

En 1881, l'étude du vol des vautours — qu'il qualifiait d'« admirables » — l'amène à plusieurs constats importants, qu'il publie dans un livre intitulé L'empire de l'air : essais d'ornithologie appliqué à l'aviation. Décrié par les tenants de la science officielle qui n’y voient que les élucubrations d’un charlatan, l'ouvrage allait pourtant devenir l'un des classiques fondamentaux de l'histoire de l'aéronautique. De passage à Paris toujours en 1881, Louis Mouillard impressionne favorablement les personnalités impliquées dans le domaine aéronautique : leur accueil chaleureux revigore le pionnier amer. Paris va d'ailleurs se souvenir de lui car, en 1889, le physiologiste Étienne-Jules Marey, auteur du Vol des oiseaux, publication qui confirme les observations de Louis Mouillard, organise un banquet qui rassemble une cinquantaine de pionniers. Cette assemblée restera célèbre comme le « premier dîner des aviateurs », auquel assiste entre autres célébrités, Octave Chanute brillant théoricien et futur conseiller des frères Wright, qui entame bientôt une correspondance avec Louis Mouillard. Au fil des courriers, ce dernier révèle à l’Américain d'origine française ses principales découvertes, notamment dans le domaine capital du gauchissement des ailes ou dans celui du fonctionnement du gouvernail. Ce sont là des éléments primordiaux pour concevoir un aéronef digne de ce nom, dont Octave Chanute dépose le brevet aux États-Unis sous le titre Moyens pour le vol aérien. Reconnaissant, il envoie 2 000 dollars à Louis Mouillard, qui les investit dans la réalisation d'une nouvelle machine, tirant l'inspiration de l'observation des vautours d’Égypte.
En retour, le Français adresse à Octave Chanute la copie d'un manuscrit consacré au « vol sans battement ». L'accueil d'Octave Chanute apparait moins enthousiaste et il expédie à Louis Mouillard — qui n'apprécie pas — le texte corrigé par ses soins. Louis Mouillard décide d'en retarder la publication, laquelle interviendra en 1912, bien après sa mort qui le surprend au Caire, en Égypte, le 20 septembre 1897, dans le plus grand dénuement : il sera d'ailleurs inhumé dans une fosse commune comme Mozart ! A cet homme pourtant, les aviateurs doivent beaucoup, surtout les frères Wright, qui reconnurent après leur premier succès qui mettait un terme à une longue période de doute : « En 1898, nous étions sur le point d'abandonner nos travaux lorsque le livre de Mouillard L'empire de l'air est tombé entre nos mains et nous avons continué avec le résultat que vous savez ». En 1898, la lecture des thèses déduites par Louis Mouillard de l'étude d'oiseaux à Alexandrie ranime pour les frères Wright leur foi alors vacillante dans l'avenir de l'aviation.
Nombre de constructeurs du siècle suivant trouveront ainsi leur inspiration dans l’œuvre de ce visionnaire, qui devait définir le véhicule aérien de l'avenir comme un vaste « oiseau » propulsé par une hélice laquelle interviendrait en appoint des courants aériens. Louis Mouillard imaginera enfin la possibilité de modifier, au cours du vol, la forme de l'appareil afin de faciliter la pénétration dans l'air : il posait ainsi les bases de la géométrie variable qu’adopteront les avions de chasse des années 1970-1980, formule chère à Marcel Dassault. En outre, il prédira à l'avènement de la propulsion par réaction celle qui excitait tant Savinien de Cyrano de Bergerac dans son ouvrage  L’Histoire comique des États et Empires de la Lune.
En 1910, ses maigres possessions sont dispersés aux enchères publiques par le consulat de France au Caire. Le procès-verbal précise que cette vente rapporta « 32 francs pour des papiers, dessins, tableaux et un appareil dit aéroplane ». Ainsi disparu l'un des plus grands précurseurs français qui, malgré ses difficultés financières, ses ennuis de santé, le mépris des scientifiques ou l'indifférence de ses contemporains sut se montrer à la hauteur de sa devise « Oser ».

## Louis Mouillard, l'utopiste
Louis Mouillard imagine que la possibilité de voler va permettre d'unifier le monde, que l'« Empire de l'air » permettra  la disparition des frontières et des armées : « C'est même la suppression, dans un temps très court, des nationalités : les races seront rapidement mélangées ou détruites, car il n'y aura plus de barrières possibles, pas même ces barrières mouvantes qui se nomment les armées. Plus de frontières ! … plus d'îles ! … plus de forteresses ! … où allons-nous ? Il faut bien avouer que nous sommes en face de la plus large expression de l'inconnu … Nous pouvons donc nous rasséréner et contempler ce but avec calme : ce phare, c'est cette immense loi de la nature qui se nomme le progrès ; et progrès est synonyme de bien. »

## Ouvrages
- L'Empire de l'air, essai d'ornithologie appliquée à l'aviation, éditions G. Masson, Paris, 1881, 284 pages[9] [lire en ligne]
Louis Mouillard affirme sa foi dans l'avenir du plus lourd que l'air et développe ses idées sur le « vol à la voile » ou vol sans battement. Il étudie les différentes formes d'ailes et de queues observées chez les oiseaux, il analyse le vol des oiseaux dits « rameurs » [Note 3] puis celui des oiseaux dits « voiliers »[Note 4]. Grâce à des descriptions détaillées avec mesure de leur envergure, de leur poids, de leur charge alaire, de la surface et de l'allongement de leurs ailes, il en déduit les caractéristiques que l'on doit donner à un appareil capable d'enlever un homme[10].
- Le vol sans battement (posthume), publié par André Henry-Coüannier, librairie aéronautique, Paris, 1912, 484 pages[9]

## Hommages

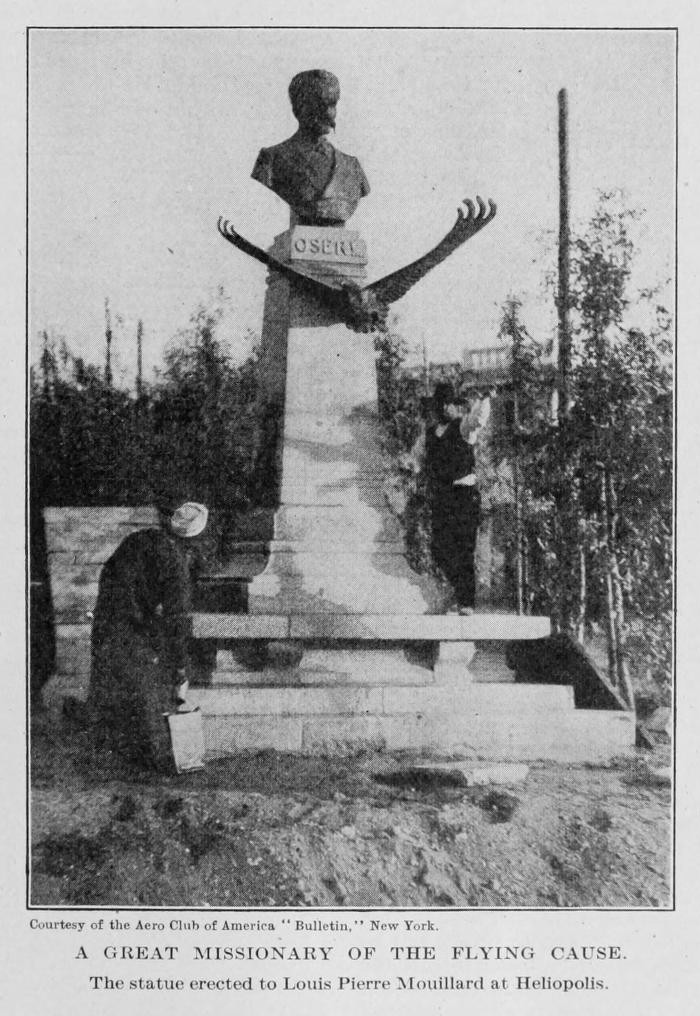
La statue au Caire en 1912.

En février 1912, la municipalité du Caire élève une statue, due à Guillaume Laplagne, en son honneur. La devise de Louis Mouillard "Oser" est gravée sur le socle de la statue. La statue aurait été détruite en juin 1967 durant la Guerre des Six Jours.
Plusieurs communes françaises ont donné le nom de Mouillard à l'une de leurs voies de circulation. Par exemple : l'aéroport de Lyon-Bron est situé 1, avenue Louis Mouillard à Bron ; la ville de Lyon a baptisé une voie du nom de « rue Mouillard » ; le 30 mars 1915, le conseil municipal de Paris a donné le nom de rue Pierre-Mouillard à une voie publique de 20e arrondissement de Paris dans le quartier Saint-Fargeau.

## Pour approfondir